# 天龍型軽巡洋艦
天龍型軽巡洋艦(てんりゅうがた けいじゅんようかん)は、日本海軍の二等巡洋艦。同型艦2隻。日本海軍初の軽巡洋艦。
八四艦隊案が1915年(大正4年)に一部成立し、天龍型はその中の3,500トン型巡洋艦として2隻が計画された。基本設計はイギリス海軍の同世代のC級軽巡洋艦を参考にして設計され、水雷戦隊旗艦の任務が期待された。外観上は軽防御嚮導駆逐艦(プロテクテッド・フロチラ・リーダー)であり、江風型駆逐艦の拡大型とも言える。
主砲は伊勢型戦艦の副砲に採用された14cm砲に統一、これを全て中心線上に4門搭載、また対空火器として8cm高角砲も1門搭載された。魚雷発射管は巡洋艦として初めて3連装発射管を装備した。機関は天龍型から日本海軍の軍艦として推進機関に初めてオール・ギヤード・タービンを採用し51,000馬力の出力で速力は駆逐艦並の33ノットを計画した。装甲は軽防御程度に止めている。
1917年(大正6年)の計画での軽巡洋艦は、より大型の5500トン型軽巡洋艦に代わられ建造は2隻にとどまった。

## 建造背景

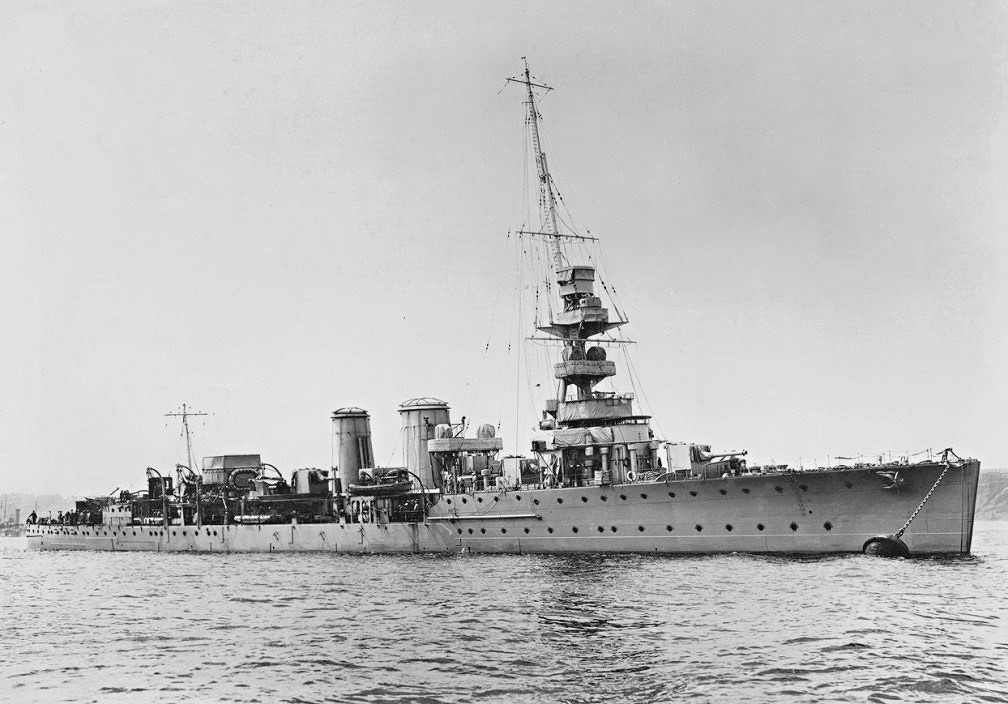
天龍型と同世代のイギリス海軍C級軽巡洋艦「カリプソ」

近代的軽巡洋艦の第1艦はイギリス海軍が1914年に完成させたアレスーサ級になる。その特徴は重油専焼ボイラーを搭載したことと、従来の防護巡洋艦に見られる舷側で傾斜させた水平装甲と石炭庫の防御では無く、装甲巡洋艦と同様に舷側装甲を持っていたことである。装甲巡洋艦に比べて装甲は薄く、このため天龍型には当時軽装甲巡洋艦との呼称もあった。速力は30ノット前後となり、ここに近代的な軽巡洋艦が形作られた。
日本海軍では筑摩型(1912年竣工)では、主機にタービンを採用して速力は大きく向上していたが、構造は従来の防護巡洋艦を踏襲していた。1917年起工の本型で日本海軍の軽巡洋艦は始まることになる。
一方駆逐艦はタービンと重油専焼缶(ボイラー)の採用により高速力が得られるようになり、水雷戦隊の旗艦として高速力の軽巡洋艦が切望されるようになった。

## 計画・建造
日本海軍は1915年(大正4年)に八八艦隊を目指す前段として八四艦隊案を策定し、防務会議でそのうちの一部が決議された。巡洋艦は3,500トン型2隻が含まれており、設計も同年中に完了した。その予算は第37回帝国議会の協賛を得て1916年(大正5年)2月24日に公布、本型の2隻は1隻4,550,000円で大正5年度(1916年4月開始)から大正7年度(翌1919年3月まで)の予算になった。
「天龍」は横須賀海軍工廠で、「龍田」は佐世保海軍工廠で建造され、1919年3月31日に「龍田」が竣工、タービンに故障が頻発した「天龍」は竣工が遅れ、同年11月20日になった。
1917年(大正6年)成立の八四艦隊完成案でも天龍型6隻と新型の7,200トン型軽巡3隻が当初計画されていた。しかし敵の巡洋戦艦に遭遇したときに天龍型の速力33ノットでは逃げ切れず、また砲力強化の要望もあり、7,200トン型は計画中止、天龍型に代わって5500トン型軽巡洋艦9隻の建造に計画は改められた(球磨型5隻と長良型3隻、1隻は「夕張」(3,100トン試作型)になる)。
結局天龍型は2隻のみの建造となった。

## 艦型

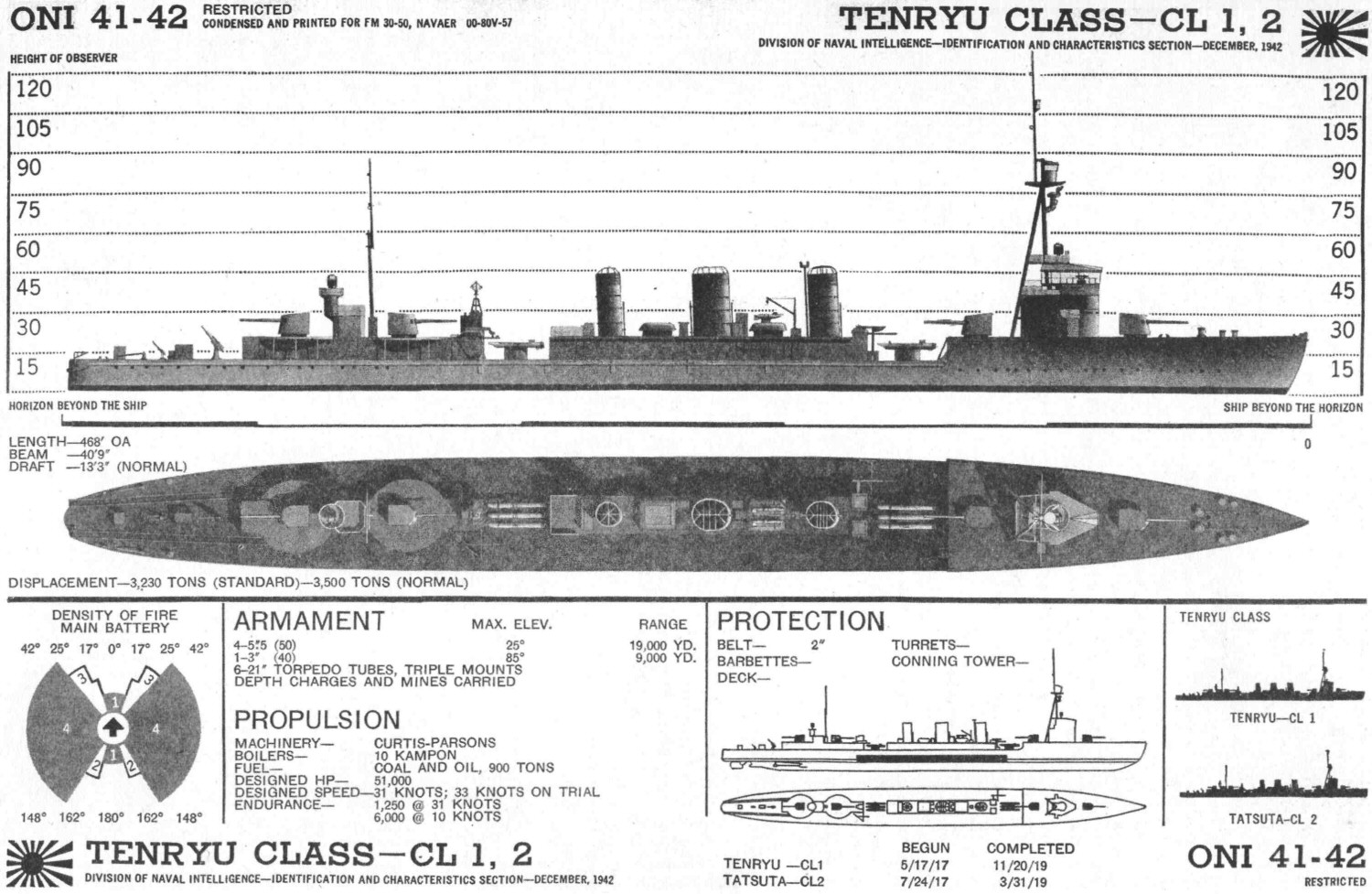
天龍型の武装と装甲配置を示した図(アメリカ海軍作成)。

天龍型の艦型は同時期計画の江風型駆逐艦(または磯風型駆逐艦)と似ており、駆逐艦艦型を拡大した形になっている。設計においても巡洋艦ではなく大型駆逐艦を標準として各部分が計画された。基本計画番号C33、設計は河合定二だった。

### 船体
船体形状は艦首乾舷のみ高い短船首楼型船体である。船首楼の長さは129フィート(39.32m)だった。艦首はスプーン型が採用された。

### 艤装
艦の構造を前部から記述すると、艦首甲板上に主砲の14cm砲を単装砲架で1基を搭載、その背後に露天の操舵艦橋と簡素な前部マスト(単檣)の背後に後ろ向きで2番主砲が1基配置された所で船首楼は終了し、そこから甲板1段分下がった場所には3本の煙突を前後から挟み込むように53.3cm魚雷発射管が三連装で前後に1基ずつ計6門を配置した。
煙突の周囲には通風筒が設置され、舷側部は艦載艇置き場となっており、艦載艇は2本1組のボート・ダビッドが片舷3組ずつ計6組で運用された。
後部発射管の後方に上部構造物が設けられ、後部マストと後部艦橋を前後に挟み込むように3番・4番主砲が1基ずつ配置された。
後部甲板上には8cm高角砲が単装砲架で1基、後甲板には他に機雷敷設軌道が置かれた。

### 砲熕兵装
日本海軍巡洋艦として初めて主砲に三年式14cm砲を装備(前型の筑摩型では四一式45口径15cm砲を搭載)、球磨型など以後の軽巡主砲の標準になる。従来の15cm砲は砲弾が重く、日本人の体格では連続発射に難があるため、戦艦の副砲としては伊勢型から14cm砲が採用されていた。本型では4門を全て中心線上に装備、高さは上甲板から1甲板高い位置に配置した。射撃指揮所は前部マスト中段にある。
8cm高角砲も日本海軍巡洋艦として初めて竣工時から装備された。
機銃は三年式機砲2挺を装備した。

### 魚雷兵装
日本海軍巡洋艦として初めて六年式53cm3連装発射管を装備する(筑摩型では46cm水上固定発射管3門)。中心線上に配した2基の発射管は発射時にはギアとラックにより左右へ若干移動する形であった。しかしこれは実用的でなく1932年(昭和7年)から1933年(昭和8年)頃に発射管の装備位置を高めて左右の移動は廃止された。

### 機雷
後甲板に機雷投下軌道2条を装備する。一号機雷(連繋機雷)敷設のためで、八八艦隊計画による軽巡洋艦、駆逐艦に標準装備されていた兵装になる。昭和に入って一号機雷の使用は中止されたが、軌道は残されていた。実戦での使用は殆ど無いが、「天龍」は太平洋戦争時に機雷敷設の命令を受けて機雷を搭載したが空襲により損傷、敷設前に作戦中止となっている。

### 機関
主機は当初の計画では直結タービンだったが、オール・ギアード・タービンへの変更が1916年(大正5年)8月21日に決裁、日本海軍の軍艦(巡洋艦以上)で初めてとなるオール・ギアード・タービンを搭載した。タービンは江風型駆逐艦と同じブラウン・カーチス式(江風型は日本海軍駆逐艦で初めてのオール・ギアード・タービンを搭載)で、江風型は2基装備の所を本型は3基装備した。配置は前部機械室に両舷軸の2基、後部機械室には中央軸用の1基を配置した。当時はまだタービンに故障が頻発していて、「天龍」の場合も公試時にタービン翼(ブレード)が脱落し竣工が遅れている。
缶(ボイラー)はロ号艦本式ボイラーで、8基(大6基、小2基)が重油専焼缶、2基が混焼缶になった。缶室は3つあり、第1缶室には混焼缶2基が設置され、その前方を石炭庫とした。その後の改装でも混焼缶はそのままで、重油専焼化はされなかった。
第2缶室には小型専焼缶2基と大型専焼缶2基、第3缶室には大型専焼缶4基が設置された。煙突は1番煙突が混焼缶2基と小型専焼缶2基、2番煙突は大型専焼缶4基、3番煙突は大型専焼缶2基の排煙を受け持ち、それぞれの太さやその間隔が違う。

### 装甲
装甲はアメリカ海軍駆逐艦の4インチ(10.2cm)主砲に対する防御として設計された。
舷側装甲は上甲板舷側から下へ高さ14フィート(4.27m)、うち2フィート6インチ(0.76m)が水線下になる。上部の高さ4.75フィート(1.49m)部分は前後幅192フィート(58.52m)に渡り内側、外側共に25.4mm(40lb)HT鋼で計50.8mm厚、残りの下部9.25フィート(5.87m)は前後幅185フィート(56.39m)で内側25.4mm(40lb)HT鋼、外側38.1mm(60lb)HT鋼で計63.5mmの厚さがあった。
水平装甲は上甲板にあり舷側から4.2フィート(1.28m)までが25.4mm(40lb)HT鋼、それより内側が22.23mm(35lb)HT鋼だった。司令塔周囲は50.8mm(80lb)HT鋼だった。

### その他
2隻には水雷戦隊旗艦設備が設けられていた。

## 艦型の変遷

### 竣工後の改装

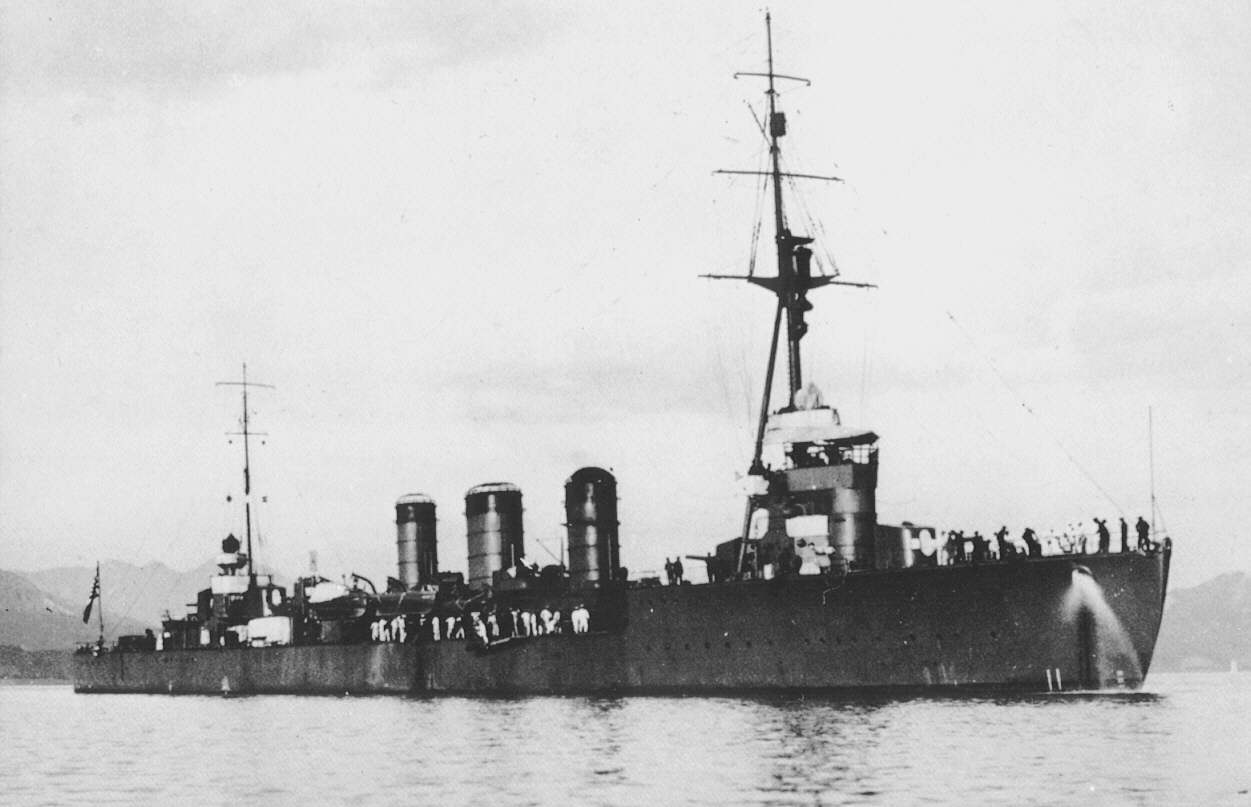
1930年代に撮られた「天龍」。マストが三脚檣化した。

太平洋戦争までの改装であるが元々艦型が小さくて改装の余地がなく、ほとんど竣工時のままで大戦に突入している。
まず竣工直後に方位測定室とその空中線を3番砲直前に装備した。
その後に前部マストが三脚式になり、同時にトップマストが若干低められた。三脚式にしたのは射撃指揮所の防振対策と思われる。また露天であった羅針艦橋は側面がキャンパスで覆う形から鋼製の固定ブルワークに変更された。これらの工事は「天龍」で1930年(昭和5年)頃、「龍田」で1935年(昭和10年)頃に行われた。
その他に羅針艦橋天蓋の固定化、方位測定空中線の換装も太平洋戦争開戦までに行われている。
機銃は1937年頃に1番煙突直前の両舷に九三式13mm単装機銃を片舷1挺ずつ計2挺増備した。

### 太平洋戦争時の機銃増備
田村俊夫の調査によると開戦後の機銃装備は以下の通り。開戦時の装備機銃は
- 13mm単装機銃2挺
- 三年式6.5mm機銃2挺
- 九六式軽機(2挺と推定)

開戦直後のウエーキ島攻略作戦で「如月」が4機の戦闘機の攻撃で沈没するなど、日本海軍は対空機銃の貧弱さを痛感し、天龍型では1942年(昭和17年)2月に13mm単装機銃2挺と礼砲2門を撤去、25mm連装機銃2基4挺を1番煙突直前の機銃台に左右各1基ずつ装備した。
同年6月には舞鶴に帰港し3番煙突後方、2番発射管直前の左右舷に機銃台を設置し、25mm連装機銃2基を増備した。この時に最前部の通船2隻を陸揚げしたとされ、後方のカッターと内火艇は前方に移設されたのが写真から確認される。機銃台設置場所の確保のためと思われる。この時同時に艦橋上の探照燈を1番、2番煙突間に移設、前部マストトップの短縮が行われた。また「天龍」は舷外電路が装着された(「龍田」は開戦時に装着済み)。
1942年(昭和17年)12月に「天龍」は沈没、残った「龍田」は翌1943年(昭和18年)1月に舞鶴に帰港、3月まで修理工事を行った。この時に艦橋に装備していた三年式6.5mm機銃2挺を7.7mm単装機銃2挺に換装したと乗員の証言がある。

## 防空巡洋艦改造私案
イギリス海軍では1936年からC級軽巡洋艦の備砲を全て高角砲にした防空巡洋艦への改造を行っていた。日本海軍でも防空巡洋艦に着目し1935年(昭和10年)頃から検討が行われた。天龍型も防空巡洋艦への改造計画が検討され、数種の案があった。
改装検討案において、兵装は12.7cm連装高角砲4基、25mm3連装機銃4基、九四式高射装置2基、九三式爆雷投射機1基、九四式爆雷投射機1基、爆雷投下台4基、爆雷36個、薬煙幕発生装置の装備を検討した。その他に重油混焼缶(ボイラー)の重油専焼化も検討された。マル3計画に改造費用の要求が上がったと伝えられるが、天龍型の改造予算は盛り込まれずにマル3計画は成立し、改造は実現しなかった。軍令部は「昭和14年度帝国海軍作戦計画及同戦時編制」において昭和天皇（大元帥）に「天龍と龍田は防空艦に改装予定のため第一戦隊に編入する」と説明したが、実現していない。
これらの計画検討案詳細については福井静夫技術少佐らの私案として存在しているのみである。

## 艦歴
天龍型2艦は1928年(昭和3年)まで水雷戦隊旗艦を務めたが、その後は5500トン型軽巡洋艦や夕張にそれを譲って中国方面の警備などに従事している。また「龍田」は1943年(昭和18年)に練成部隊である第十一水雷戦隊の旗艦を務めている。
1940年（昭和15年）11月15日、日本海軍は第四艦隊麾下の第十八戦隊（軽巡洋艦多摩、装甲巡洋艦常磐）を、巡洋艦3隻（鹿島、天龍、龍田）に改編した。
開戦直前の1941年（昭和16年）12月1日に「鹿島」が第四艦隊独立旗艦となったため、第十八戦隊は天龍型2隻（天龍、龍田）となった。第十八戦隊は南洋部隊に所属して緒戦のウェーク島攻略作戦に参加する。続いてラエ・サラモア攻略作戦など緒戦期の南東方面攻略作戦を支援した。
1942年（昭和17年）7月14日に第八艦隊が新編されると、第十八戦隊は第八艦隊に編入された。「天龍」は第一次ソロモン海戦に参加し、その後は2隻ともラビの戦いやガダルカナル島の戦いに投入された。「天龍」は11月中旬の第三次ソロモン海戦に参加したあと、ニューギニア方面輸送作戦従事中の12月18日にアメリカ潜水艦「アルバコア」の雷撃で沈没した。
12月24日に第十八戦隊が解隊され、内地帰投後の「龍田」は舞鶴海軍工廠で修理に従事した。1943年（昭和18年）4月1日に練成部隊の第十一水雷戦隊が編制されると、同水雷戦隊の旗艦を務めた。1944年(昭和19年)3月の松輸送従事中、「龍田」はアメリカ潜水艦「サンドランス」の雷撃で沈没した。

## 同型艦
天龍(てんりゅう/てんりう)
仮称艦名「第1号小型巡洋艦」。1917年5月17日横須賀海軍工廠で起工、1918年3月11日進水、1919年11月20日竣工。1942年12月18日戦没。1943年2月1日除籍。
龍田(たつた)
仮称艦名「第2号小型巡洋艦」。1917年7月24日佐世保海軍工廠で起工、1918年5月29日進水、1919年3月31日竣工。1944年3月13日戦没。1944年5月10日除籍。